# Guaranty Financial Group
Die Guaranty Financial Group Inc. ist das zweitgrößte, börsennotierte texanische Geldhaus. Es unterhält in Texas und Kalifornien 150 Filialen.  Am 24. Juli 2009 gab das Unternehmen bekannt, dass es unterkapitalisiert ist. Mit dem Untergang des Unternehmens droht bei Vermögenswerten von etwa 16 Mrd. US-Dollar die größte Pleite einer US-Bank im Jahr 2009.